# Caro Pardíaco
Caro Pardíaco es un personaje de ficción interpretado por el actor, humorista y cantante argentino Julián Kartun.
Caro es una mujer rubia de clase alta, hija de un empresario multimillonario y fanática de las redes sociales. Surgió en la serie cómica argentina Cualca, presentada por Malena Pichot, que se emitió a través de diferentes plataformas entre 2012 y 2015 y que en televisión era parte del programa Duro de domar. Asimismo, participó en el sketch Hablemos sin saber del programa televisivo Peligro: sin codificar, donde creció mucho, y participa actualmente en el programa Se extraña a la nona, junto a Yayo Guridi, en el canal de streaming OLGA, que dirige Migue Granados. El personaje, que ya tiene 12 años de existencia, fue descrito como la kriptonita de su compañero y también humorista Yayo Guridi, ya que este no puede evitar la risa cuando Caro Pardíaco se pone a hablar. Yayo contó, asimismo, que se entiende muy bien con Caro Pardíaco. En 2024, el personaje rapeó y tomó fernet con la cantante argentina Nicki Nicole, quien dijo ser fan del personaje.

## Biografía del personaje
Caro nació en junio de 1982 en Buenos Aires. Su hermano mayor, Matías Pardíaco, es fotógrafo. Su padre es un multimillonario que tiene «muchas empresas y muchos empleados» y su madre es ama de casa. Actualmente viven en un barrio cerrado.
Es de Zona Norte, y estudia Psicología en la Universidad Católica Argentina (UCA).
En el capítulo «Un Día Con Caro Pardíaco», las ocupaciones de Caro son desayunar saludable e ir al gimnasio.
En 2014, condujo su propio programa, Folkloricaro, por HWD y fue invitada al programa Peligro Sin Codificar.
Es dueña de tres bares: Forrah, Pertenenciahh y Bibliotek. También está componiendo canciones para un álbum con su nueva banda Caro Pardíaco and the Hollywood Crystals.
Es fanática del animé. Su sueño es tener showrooms y ser como Juliana Awada.
Caro cuestiona la despenalización del aborto, aunque ella misma confesó que ha abortado muchas veces.

## Producción
Su creador, Julián Kartun, contó que el personaje es una «fusión de personas que conoció». También agregó que «es un estereotipo, muchas veces visto por ahí, pero que ya tiene su propio mundo y personalidad». Kartun ha interpretado el personaje durante sus giras de stand up y ocasionalmente también con su banda El Kuelgue.